# Агнец (фильм, 2021)
«Агнец» (исл. Dýrið) — драма с элементами фолк-хоррора 2021 года режиссёра Вальдимара Йоханнссона. Фильм совместного производства Исландии, Швеции и Польши. Главную роль исполнила Нуми Рапас. 
После премьеры на 74-м Каннском кинофестивале фильм вышел в прокат в Исландии 24 сентября 2021 года. Фильм вошёл в лонглист номинантов на премию «Оскар» за лучший фильм на иностранном языке.

## Сюжет
Действие происходит в Исландии. В горной местности неизвестное существо пугает табун лошадей и направляется к сараю. Позже фермеры Мария и её муж Ингвар принимают роды у беременной овцы и в потрясении обнаруживают, что детёныш является гибридом человека и ягнёнка.
Супруги принимают гибрида как собственного ребёнка и называют Адой в честь мертворождённой дочери Марии. Биологическая мать Ады начинает досаждать им, слоняясь возле дома пары. Однажды Мария замечает пропажу Ады, а затем находит её рядом с матерью. Женщина стреляет в овцу и хоронит её тело в неглубокой безымянной могиле. Незадолго до этого на ферму приезжает Петур, брат Ингвара и бывший ухажёр Марии, который незаметно становится свидетелем инцидента перед тем, как заснуть в сарае.
Петур выражает обеспокоенность насчёт Ады и считает её животным, а не ребёнком, на что Ингвар утверждает, что вся эта ситуация сделала их счастливыми. Всё более возмущённый и встревоженный странной привязанностью супругов к Аде, Петур берёт её с собой на прогулку рано утром, пока все спят, собираясь застрелить её. Однако после того, как Петур со слезами на глазах передумывает, Мария находит его в доме спящим с Адой, и вскоре он становится для неё дядей.
Однажды вечером, когда Мария, Петур и Ингвар устраивают пьяную вечеринку, Ада видит некую сущность рядом с сараем, которая убивает семейную собаку. После вечеринки пьяный Ингвар ложится спать. Петур в попытке разжечь новый роман с Марией домогается её. Когда она отвергает его, Петур шантажирует её тем, что был свидетелем убийства Марией овцы, и угрожает раскрыть это Аде. Мария делает вид, что позволяет Петуру соблазнить её, затем запирает его в чулане и играет на пианино, чтобы заглушить крики мужчины.
На следующее утро Мария отвозит Петура на автобусную остановку, тем самым отправляя его домой. Ингвар просыпается и отправляется с Адой на починку сломанного трактора, оставленного ранее Петуром. По пути домой Ингвара смертельно ранит выстрелом в шею сущность — им оказывается биологический отец Ады, гибрид барана и человека. Он берёт с собой плачущую Аду и уходит.
Мария возвращается домой и обнаруживает пропажу Ингвара и Ады. Она отправляется на их поиски и вскоре находит умирающего Ингвара. В отчаянии Мария скорбит по мужу и новому ребёнку. В последней сцене горюющая Мария стоит в пустоши.

## В ролях
- Нуми Рапас — Мария
- Хильмир Снайр Гвюднасон — Ингвар
- Бьёрн Хлинюр Харальдссон — Петур, брат Ингвара
- Ингвар Эггерт Сигурдссон — мужчина в телевизоре
- Эстер Биби — женщина

## Производство
В феврале 2019 года в актёрский состав вошли Нуми Рапас и Хильмир Снэр Гунасон, а Вальдимар Йоханнссон выступил режиссёром и соавтором сценария, который он написал вместе с Сьоном Сигурдссоном.

## Релиз
4 июня 2021 года стало известно, что премьера фильма состоится в рамках официального отбора на Каннском кинофестивале 2021 года в программе «Особый взгляд». Премьера состоялась в Каннах 13 июля 2021 года. Фильм также был показ на Лондонском кинофестивале 15 октября 2021 года.

## Восприятие
Фильм получил высокие оценки критиков. На сайте Rotten Tomatoes фильм имеет рейтинг 86 %, основанный на 187 рецензиях, со средней оценкой 7,1 / 10. Консенсус сайта гласит: «Мрачный по воображению и оживлённый парой ярких главных героев, „Агнец“ разрушает ожидания своими необыкновенно шерстяными мурашками».
Дэвид Фэр из Rolling Stone счёл фильм «странным, тревожным, который вскоре станет вашим культовым фильмом прямо из Исландии». Он также писал: «Это самый милый, самый трогательный кошмар наяву, который вы когда-либо переживали».
Кэти Уолш из Los Angeles Times отмечала: «Зловещие горы смотрят вниз на пасторальную сцену, где разыгрывается эта фантастическая, но медитативная сельская драма; это современная народная сказка о странных реалиях жизни и смерти, которые даёт такая близость к природе».
Ричард Броуди из The New Yorker был более критичен к фильму, писав, что он «прихорашивается и напрягается, чтобы им восхищались, даже если он сводит своих персонажей к фигурам на игровой доске, а своих актёров — к марионеткам».

## Награды и номинации
- 2021 — приз программы «Особый взгляд» за оригинальность на Каннском кинофестивале.
- 2021 — три приза Каталонского кинофестиваля в Сиджесе: лучший фильм (Вальдимар Йоханнссон), лучшая актриса (Нуми Рапас), приз «Гражданин Кейн» за лучшее режиссёрское откровение (Вальдимар Йоханнссон).
- 2021 — премия Европейской киноакадемии за лучшие визуальные эффекты, а также номинация в категории «Европейское открытие» (Вальдимар Йоханнссон).
- 2021 — попадание в пятёрку лучших иностранных фильмов года по версии Национального совета кинокритиков США.
- 2022 — 12 национальных премий «Эдда»: лучший фильм (Вальдимар Йоханнссон), лучший режиссёр (Вальдимар Йоханнссон), лучший сценарий (Вальдимар Йоханнссон, Сьон), лучший актёр (Хильмир Снайр Гвюднасон), лучший актёр второго плана (Бьёрн Хлинюр Харальдссон), лучшая операторская работа (Эли Аренсон), лучшая музыка (Тоти Гуднасон), лучшие визуальные эффекты, лучший звук, лучшие костюмы, лучший монтаж, лучшая работа художника-постановщика.
- 2022 — кинопремия Северного совета.
- 2022 — номинация на премию «Орлы» за лучший монтаж (Агнешка Глинска).